# Ziuta Hartman
Ziuta Hartman, z domu Rotenberg (hebr. ‏ז'וּטָה הרטמן‎; ur. 5 października 1922 w Kielcach, zm. 19 maja 2015 w Tel Awiwie) – żydowska działaczka ruchu oporu podczas II wojny światowej, członkini Żydowskiego Związku Wojskowego, uczestniczka powstania w getcie warszawskim.
15 lipca 2010 przyznano jej tytuł Honorowego Obywatela Miasta Stołecznego Warszawy.

## Życiorys
Urodziła się w rodzinie żydowskiej w Kielcach, gdzie mieszkała przy ulicy Młynarskiej 20 (obecnie Mielczarskiego). Uczęszczała do Żydowskiej Szkoły Powszechnej i do Gimnazjum Żydowskiego dla Dziewcząt.
Wybuch II wojny światowej uniemożliwił jej przystąpienie do matury. W kwietniu 1941 znalazła się w kieleckim getcie. Została zadenuncjowana do gestapo przez Polaka za to, że nie nosiła na ramieniu opaski z gwiazdą Dawida. W związku z tym wydarzeniem opuściła Kielce i wyjechała do Radomia. Następnie udała się do Warszawy, gdzie na początku 1942, wykorzystując podziemne przejście pod ulicą Leszno, przedostała się na teren warszawskiego getta. Pracowała tam w jednym z szopów oraz wstąpiła do Żydowskiego Związku Wojskowego. Jako łączniczka wielokrotnie wychodziła z getta na stronę aryjską, skąd przenosiła broń, żywność i korespondencję.
Podczas powstania w getcie warszawskim brała udział w walkach oraz opiekowała się rannymi w bunkrze przy ulicy Świętojerskiej. Po jego zdobyciu została przetransportowana na Umschlagplatz i po kilku dniach wywieziona do obozu w Poniatowej. Następnie trafiła do obozu koncentracyjnego na Majdanku i obozu pracy przymusowej przy fabryce HASAG w Skarżysku-Kamiennej. W 1944 została wywieziona na roboty przymusowe na teren Rzeszy. Trafiła do podobozu KL Buchenwald przy fabryce broni w Lipsku. Tam doczekała wyzwolenia na kilka dni przed oficjalnym zakończeniem wojny.
Po zakończeniu wojny wraz z transportem rannych żołnierzy wróciła do Polski i zamieszkała ponownie w Kielcach, gdzie pracowała w Komitecie Żydowskim. Cztery miesiące później razem z mężem wyjechała z Polski. W 1952 wyemigrowała do Izraela. Mieszkała w pobliżu Tel Awiwu.
W 2023 została odznaczona pośmiertnie Krzyżem Oficerskim Orderu Odrodzenia Polski.